# أوغسطين بارويل
أوغسطين بارويل (بالفرنسية: Augustin Barruel)‏ (2 أكتوبر 1741 في فرنسا - 5 أكتوبر 1820 في باريس) كاتب مقالات، وكاتب، وصحفي، ومترجم، وقسيس من فرنسا.